# Rouède
Rouède é uma comuna francesa na região administrativa de Occitânia, no departamento de Alta Garona. Estende-se por uma área de 6,2 km². Em 2010 a comuna tinha 294 habitantes (densidade: 47,4 hab./km²).